# Taos Amrouche
Marie Louise Taos Amrouche, född 4 mars 1913 i Tunis i Tunisien, död 2 april 1976 i Saint-Michel-l'Observatoire i Frankrike, var en algerisk sångare och författare som skrev verk på franska och tolkade traditionella berbersånger.

## Biografi
Amrouche är dotter till Fadhma Aït Mansour Amrouche och syster till Jean Amrouche. Debutromanen, Jacinthe noire, gavs ut 1947. Hennes litterära stil är mycket livlig och i hög grad inspirerad av muntlig tradition och erfarenheterna som kvinna. Parallellt med sin litterära karriär tolkade hon flera sånger som översatts av hennes bror Jean, något som uppmärksammades i flera afrikanska länder. I Algeriet uteblev dock genombrottet, och hon fick bland annat ingen inbjudan till Festival culturel panafricain d'Alger 1969. Istället sjöng hon för algeriska studenter utanför själva festivalen. 
Amrouche var med och skapade Académie berbère i Paris 1966. Hon var gift med den franska konstnären André Bourdil.

## Verk

### Diskografi
- Chants berbères de kabylie, 1967, Grand prix du disque.
- Chants de processions, méditations et danses sacrées berbères, 1967.
- Chants de l'Atlas, 1971.
- Chants espagnols archaïques de la Alberca, 1972.
- Incantations, méditations et danses sacrées berbères, 1974.
- Chants berbères de la meule et du berceau, 1975.